# Satyrichthys engyceros
Satyrichthys engyceros är en fiskart som först beskrevs av Günther 1872.  Satyrichthys engyceros ingår i släktet Satyrichthys och familjen Peristediidae. Inga underarter finns listade i Catalogue of Life.